# Forges, Orne
Forges är en kommun i departementet Orne i regionen Normandie i nordvästra Frankrike. Kommunen ligger i kantonen Alençon 3e Canton som tillhör arrondissementet Alençon. År 2018 hade Forges 215 invånare.

## Befolkningsutveckling
Antalet invånare i kommunen Forges
| Referens: INSEE |